# Нименко, Дмитрий Леонидович
Дмитрий Леонидович Нименко (укр. Дмитро Леонідович Німенко; родился 1 мая 1988 года в Киеве) — украинский хоккеист, правый нападающий клуба «Донбасс» в Украинской хоккейной лиге.

## Биография
Виступав за «Гомель-2», ХК «Гомель», «Сокіл-2» (Київ), «Сокіл» (Київ), «Казахмис» (Сатпаєв), «Донбас-2» (Донецьк), «Компаньйон», «Беркут» (Київ).

## Карьера

### Клубная
Дмитрий Нименко начинал свою карьеру в Высшей лиге Белоруссии за команду «Гомель-2». В сезоне 2007/2008 он дебютировал за её основной состав в Экстралиге, а затем вернулся в родной город и стал игроком киевского «Сокола» (играл и за его дубль), с которым выступал в Высшей хоккейной лиге и в сезоне 2009/2010 в белорусской Экстралиге.
Через два года Нименко переехал в Казахстан, проведя год в составе «Казахмыса», а затем вернулся на Украину и стал игроком ПХЛ. В составе донецкого «Донбасса» дважды выигрывал чемпионат Украины, в 2013 году перешёл в киевский клуб «Компаньон-Нафтогаз», с которым в 2014 году выиграл чемпионат страны. Позже он уехал играть в карагандинский «Беркут», а затем в румынский «Дунэря» из Галаца (дважды стал чемпионом Румынии в 2015 и 2016 годах).
В 2016 году Нименко вернулся на Украину, перейдя в состав клуба «Кривбасс», а затем продолжил играть за «Донбасс», выиграв чемпионат Украины в сезоне 2016/2017.

### В сборной
В составе сборной Украины до 18 лет Нименко играл на чемпионате мира 2006 года, в составе сборной до 20 лет — на молодёжных чемпионатах мира 2006, 2007 и 2008 годов. Защищал цвета сборной Украины в 2013 году на Зимней Универсиаде в Трентино. В составе основной сборной Украины Нименко играл в первом дивизионе на чемпионатах мира 2011, 2013 (победитель первого дивизиона B), 2014, 2015 и 2017 годов. Участник квалификационного турнира к Зимней Олимпиаде-2014.

## Достижения
- Чемпион Белоруссии: 2006, 2007
- Чемпион Украины: 2009, 2012, 2013, 2014, 2017
- Чемпион Румынии: 2015, 2016

## Статистика
(Данные на конец сезона 2013/2014)